# Uptown Funk
Singles de Mark Ronson
Anywhere in the World
(2012) Daffodils
(2015)
Singles par Bruno Mars
Gorilla
(2013) 24K Magic
(2016)
Uptown Funk (stylisée en UpTown Funk! sur la pochette) est une chanson du producteur britannique Mark Ronson et de l'artiste américain Bruno Mars parue le 10 novembre 2014 en format numérique. Elle se classe numéro un des ventes en France, au Royaume-Uni et aux États-Unis où elle passe quatorze semaines en tête du Billboard Hot 100. La chanson remporte deux Grammy Awards en 2016 : enregistrement de l'année, et meilleure performance pop en duo ou en groupe. 
Le chanteur de ce single est Bruno Mars. Bruno Mars est aussi crédité dans les copyrights de la chanson avec initialement trois autres personnes dont Mark Ronson. D'autres artistes, ayant estimé que le single était inspiré de leur travail, ont revendiqué et obtenu des droits sur le morceau,,.

## Classements

### Classement hebdomadaire
| Classement (2014-2015)                  | Meilleure position |
| --------------------------------------- | ------------------ |
| Allemagne (Media Control AG)            | 3                  |
| Australie (ARIA)                        | 1                  |
| Autriche (Ö3 Austria Top 40)            | 8                  |
| Belgique (Flandre Ultratop 50 Singles)  | 1                  |
| Belgique (Wallonie Ultratop 50 Singles) | 1                  |
| Canada (Hot 100)                        | 1                  |
| Corée du Sud (Gaon International)       | 26                 |
| Croatie (Airplay Radio Chart)           | 1                  |
| Danemark (Tracklisten)                  | 2                  |
| Écosse (OCC)                            | 1                  |
| États-Unis (Hot 100)                    | 1                  |
| États-Unis (Adult Contemporary)         | 27                 |
| États-Unis (Adult Pop Songs)            | 5                  |
| États-Unis (Dance Club Songs)           | 1                  |
| États-Unis (Pop Airplay)                | 9                  |
| Espagne (PROMUSICAE)                    | 1                  |
| Finlande (Suomen virallinen lista)      | 1                  |
| France (SNEP)                           | 1                  |
| Hongrie (Rádiós Top 40)                 | 5                  |
| Hongrie (Single Top 40)                 | 1                  |
| Irlande (IRMA)                          | 1                  |
| Israël (Media Forest)                   | 1                  |
| Italie (FIMI)                           | 2                  |
| Japon (Hot 100)                         | 12                 |
| Nouvelle-Zélande (RMNZ)                 | 1                  |
| Norvège (VG-lista)                      | 4                  |
| Pays-Bas (Nederlandse Top 40)           | 4                  |
| Pays-Bas (Single Top 100)               | 4                  |
| Tchéquie (IFPI Rádio)                   | 45                 |
| Royaume-Uni (UK Singles Chart)          | 1                  |
| Slovaquie (IFPI Rádio)                  | 1                  |
| Suède (Sverigetopplistan)               | 8                  |
| Suisse (Schweizer Hitparade)            | 2                  |

### Classement annuel
| Classement (2014) | Position |
| ----------------- | -------- |
| Australie         | 29       |
| Royaume-Uni       | 30       |